# Convento de Santa Clara (Cuzco)
La Iglesia y Convento de Santa Clara es un convento de monjas de clausura ubicada en la ciudad del Cusco, Perú. Se encuentra ubicada en la Calle Santa Clara, a 500 metros al sudoeste de la Plaza de Armas. 
Desde 1972 el inmueble forma parte de la Zona Monumental del Cusco declarada como Monumento Histórico del Perú. Asimismo, en 1983 al ser parte del casco histórico de la ciudad del Cusco, forma parte de la zona central declarada por la UNESCO como Patrimonio Cultural de la Humanidad.

## Historia
El Monasterio de Santa Clara fue fundado como recogimiento en 1550 para que en él se "recogiesen, criasen y doctrinasen doncellas mestizas pobres". En 1551, con 550 pesos que donó Diego Maldonado, se compró a Diego Velásquez, mayordomo de Hernando Pizarro, un solar ubicado cerca de la parroquia de Santiago. La entrega fue realizada el 30 de abril de 1551 por parte del corregidor Alonso de Alvarado a favor de Francisca Ortiz para la instalación del recogimiento que tuvo nombre "San Juan de Letrán". Recién en 1558 entraron en clausura 24 jóvenes y se produjo la primera mudanza del monasterio a los solares que pertenecían a Alonso Díaz en lo que actualmente es la Casa Cabrera en la Plazoleta de las Nazarenas. En 1560 fue elevado al rango de monasterio sin embargo, siempre cumplió una función doble al ser convento y recogimiento para huérfanas.
El año 1602, por provisión del Virrey Diego López de Zúñiga y Velasco se dio inicio a la edificación del nuevo monasterio en los terrenos ubicados en la zona denominada "Qorpakancha" gracias a las donaciones realizadas por la cusqueña Beatriz Villegas que donó 30,000 pesos para la compra de este solar. La obra fue concluida en 1622 y el 30 de abril de ese año fue ocupado por las monjas clarisas. La iglesia adosada al convento es la más antigua de las iglesias del Cusco. El terremoto de 1650 no generó daños más que en el campanario que fue levantado nuevamente. De la misma manera, el terremoto de 1950 solo generó el derrumbe de uno de los ángulos del claustro.

#### Libros y publicaciones
- Angles Vargas, Víctor (1983). Historia del Cusco (Cusco Colonial) Tomo II Libro Primero. Lima: Industrialgrafica S.A.
- Kubler, George (1953). «Cuzco Reconstrucción de la ciudad y restauración de sus monumentos Informe de la misión enviada por la Unesco en 1951». UNESCO. Consultado el 26 de agosto de 2019.
- Navarro Linares, Deysi (2012). El convento de Santa Clara y la Mujer Mestiza Cusqueña: 1560-1600 (Licenciatura). Universidad Nacional San Antonio Abad del Cusco. Consultado el 21 de octubre de 2019. (enlace roto disponible en Internet Archive; véase el historial, la primera versión y la última).

- Datos: Q42828387
- Multimedia: Iglesia y monasterio de Santa Clara del Cuzco / Q42828387